# 拉里·福格尔
拉里·福格尔（英語：Larry Fogle，1953年3月19日—），美国NBA联盟前职业篮球运动员。他在1975年的NBA选秀中第2轮第16顺位被纽约尼克斯选中。